# غريغ هولمز (لاعب اتحاد الرغبي)
غريغ هولمز (بالإنجليزية: Greg Holmes)‏ هو لاعب اتحاد الرغبي أسترالي، ولد في 11 يونيو 1983 في ورك في المملكة المتحدة.

## وصلات خارجية
- غريغ هولمز على موقع دوري الرغبي الممتاز (الإنجليزية)
- غريغ هولمز عل موقع إسبنسكروم (الإنجليزية)
- غريغ هولمز على موقع ItsRugby.co.uk (الإنجليزية)